# Carl Marcus Wallenburg
Carl Marcus Wallenburg, född 1973 i Partille, är en svensk-tysk vetenskapsman (logistik). Han är professor i Logistik und Dienstleistungsmanagement vid WHU – Otto Beisheim School of Management.